# Гаттінг
Гаттінг (нім. Hatting) —  громада округу Інсбрук-Ланд у землі Тіроль, Австрія.
Гаттінг лежить на висоті  616 м над рівнем моря і займає площу  7,07 км². Громада налічує 1232 мешканців. 
Густота населення 174/км².  
Громада Гаттінг розміщена у верхній частині долини річки Інн на відстані 18 км на захід від Інсбрука між громадами Цирль та Тельфс.
|                                  |
| Гаттінг на мапі округу та землі. |

 Адреса управління громади: Bahnstr. 2, 6402 Hatting. 

## Демографія
Історична динаміка населення міста за даними сайту Statistik Austria

## Виноски
1. ↑  Dauersiedlungsraum der Gemeinden Politischen Bezirke und Bundesländer - Gebietsstand 1.1.2018 — Статистичне управління Австрії.
2. ↑  https://www.statistik.at/blickgem/blick1/g70318.pdf
3. ↑  www.hatting.at. Архів оригіналу за 18 січня 2022. Процитовано 18 січня 2022.
4. ↑  Gemeindedaten von Hatting. Архів оригіналу за 29 вересня 2007. Процитовано 16 липня 2013.

| Австрія | Це незавершена стаття з географії Австрії. Ви можете допомогти проєкту, виправивши або дописавши її. |